# Oman Club
L'Oman Club (in arabo نادي عمان) è una società polisportiva omanita di Mascate, fondata nel 1942.
Comprende sezioni di calcio, hockey, pallavolo, pallamano, basketball, badminton, scacchi e squash.
La sezione calcistica dell'Oman Club milita nella Lega omanita professionistica, la massima serie del campionato omanita di calcio.

## Palmarès

### Competizioni nazionali
- Campionato omanita: 1

1996-1997
- Coppa del Sultano Qabus: 2

1979, 1994

### Altri piazzamenti
- Campionato omanita:

Secondo posto: 1995-1996
- AFC Champions League:

Finalista: 1993-94